# 83-тя піхотна дивізія (Третій Рейх)
83-тя піхотна дивізія (Третій Рейх) (нім. 83. Infanterie-Division) — піхотна дивізія Вермахту за часів Другої світової війни.

## Історія
83-тя піхотна дивізія була створена 1 грудня 1939 року в навчальному центрі біля Бергену під час 6-ї хвилі мобілізації Вермахту.

## Райони бойових дій
- Польща (грудень 1939 — травень 1940);
- Франція (травень — грудень 1940);
- Німеччина (грудень 1940 — січень 1941);
- Франція (січень — грудень 1941);
- СРСР (центральний напрямок) (грудень 1941 — жовтень 1943);
- СРСР (північний напрямок) (жовтень 1943 — жовтень 1944);
- Курляндський котел та Західна Пруссія (жовтень 1944 — квітень 1945).

## Командування

### Командири
- генерал-майор Курт фон дер Шевалері (нім. Kurt von der Chevallerie) (1 грудня 1939 — 10 грудня 1940);
- генерал-лейтенант Александер фон Цюлов (нім. Alexander von Zülow) (10 грудня 1940 — 13 лютого 1942);
- генерал-майор Адольф Зінцінгер (нім. Adolf Sinzinger) (13 лютого — 2 листопада 1942);
- генерал-лейтенант Теодор Шерер (нім. Theodor Scherer) (2 листопада 1942 — 1 березня 1944);
- генерал-майор Вільгельм Гойн (нім. Wilhelm Heun) (1 березня — 28 червня 1944);
- генерал-майор Генріх Гец (нім. Heinrich Götz) (28 червня — 22 серпня 1944);
- генерал-майор Вільгельм Гойн (22 серпня 1944 — 27 березня 1945);
- генерал-майор резерву Максиміліан Венглер (нім. Maximilian Wengler) (27 березня — 25 квітня 1945);
- оберст Гельмут Рац (нім. Hellmuth Raatz) (25 — 26 квітня 1945).